# Siegfried Schultze
 (février 2016).
Si vous disposez d'ouvrages ou d'articles de référence ou si vous connaissez des sites web de qualité traitant du thème abordé ici, merci de compléter l'article en donnant les références utiles à sa vérifiabilité et en les liant à la section « Notes et références ».
Siegfried Schultze (12 septembre 1897 - 31 décembre 1989) est un pianiste allemand.

## Biographie

### Enfance
Siegfried Schultze vient au monde le 12 septembre 1897 dans une famille de cinq enfants (son petit frère sera sous le régime de la RDA directeur de l'opéra de Dresde) à Eisselbitten près de Königsberg en Prusse orientale, la ville de Kant. Issu d'une famille assez aisée, il montre très tôt des dispositions musicales exceptionnelles encouragé en cela par sa grand-mère, elle-même élève de Clara Schumann. Comme il aimait le dire[Où ?], « je suis né sur les genoux de Brahms », une manière d'évoquer son lien profond avec le romantisme allemand. 
Il travaillera toute l'œuvre de Schumann avec sa grand-mère. Ses parents l'envoie étudier à Breslau jusqu'à l'âge de 15 ans, là où le souvenir de Max Bruch, nommé directeur musical de l'orchestre, est encore vif. Peu de temps après il est admis dans la célèbre classe de piano de Karl Heinrich Barth à Berlin, benjamin de la classe où des élèves illustres ont marqué le monde musical du XXe siècle : Arthur Rubinstein, Heinrich Neuhaus, Wilhelm Kempff. Il travaille aussi avec Leopold Godowsky et approche Emil von Sauer à qui il vouera un véritable culte ainsi qu'Eugen d'Albert.

### Début de carrière
Sa carrière débute au début des années 1920 et donne des tournées de concerts en Europe, en Afrique, en Amérique du Sud et en Amérique du Nord et au Moyen-Orient. Il collaborera avec des musiciens illustres comme George Szell, Willem Mengelberg, Wilhelm Furtwängler, Emanuel Feuermann, Bronisław Huberman, Enrico Mainardi, Georg Kulenkampff, Zino Francescatti ou Luigi Amodio.
Régulièrement invité par les familles royales d'Europe, Siegfried Schultz est alors hautement estimé et aimé : il est au sommet de sa gloire les capitales européennes l'acclament[réf. nécessaire]. En 1930, il accepte une place de professeur de piano à la Hochschule Hannover dont il sera aussi le recteur. En 1932 il donne, salle Pleyel à Paris, l'intégrale Chopin devant Cortot et quelques élèves de l'école normale.

### Seconde Guerre mondiale
En 1933, Hitler tout juste plébiscité par le peuple allemand demande à Siegfried Schultze de prendre une haute responsabilité artistique sous le troisième Reich, honneur auquel le pianiste renonce. Quelques semaines plus tard, les SA saccageront ses deux pianos de concert Bechstein à son domicile de Berlin de la Charlottenstrasse. S'ensuit une série de mesures prises par le troisième Reich à l'encontre du pianiste qui vont sérieusement freiner son rayonnement artistique. Schultze sera un des rares musiciens d'envergure qui ne s'affiliera pas au parti nazi. Hitler lui ordonne de ne plus fréquenter de musiciens juifs et en particulier Huberman. Ils donneront un dernier concert mémorable au Carnegie Hall à New York en 1935. Schultz sera épargné lors de la guerre et ne sera pas envoyé au front, mais astreint au service civil.
En 1936, il épouse Bianca Fischer, soprano au théâtre de Königsberg qui l'accompagnera fidèlement durant toute sa vie. Durant la guerre, Siegfried Schultze s'active à sauver des juifs de l'holocauste. Il évoque dans ses mémoires plus de mille vies sauvées.

### Après guerre et fin de vie
En 1951, il quitte l'Allemagne pour Los Angeles où vit une parente de son épouse qui donnera au couple le soutien matériel dont ils ont grandement besoin. Il formera avec les sœurs Schönfeld un trio resté dans les mémoires. Sa carrière décline avec sa santé, il aura par son enseignement sensible et exigent transmis ses valeurs artistiques et humaines exceptionnelles. Il meurt l'avant-veille de l'an 1990 dans sa 93e année.

## Œuvres notables
Schultze enregistrera en duo, en trio, seul à la radio libre de Berlin dont les enregistrements sont malheureusement perdu. Podium Wendel a le mérite de proposer sur le marché quelques rares enregistrements. Schultze avait enregistré l'intégrale des sonates de Beethoven bien avant que les intégrale deviennent une marque des grands musiciens, l'intégrale de Schumann, Chopin, Brahms.